# Veľká Hradná
Veľká Hradná (em húngaro: Nagyradna) é um município da Eslováquia, situado no distrito de Trenčín, na região de Trenčín. Tem 11,88 km² de área e sua população em 2018 foi estimada em 736 habitantes.

## Demografia
| Ano:        | 1994 | 2004   | 2014   | 2024    |
| ----------- | ---- | ------ | ------ | ------- |
| Broj ljudi: | 688  | 656    | 698    | 772     |
| Razlika:    |      | -4,65% | +6,40% | +10,60% |

| Ano:               | 2023 | 2024   |
| ------------------ | ---- | ------ |
| Número de pessoas: | 765  | 772    |
| Diferença:         |      | +0,91% |